# Mountain Park (Nuovo Messico)
Mountain Park è una comunità non incorporata degli Stati Uniti d'America della contea di Otero nello Stato del Nuovo Messico. È il luogo di nascita di Bill Mauldin, fumettista editoriale statunitense e due volte vincitore del premio Pulitzer.